# Музыкальный альбом
Музыка́льный альбо́м — набор музыкальных композиций, выпущенных вместе, в стандартном формате, доступном для проигрывания на популярных воспроизводящих устройствах.
Выражение «альбом пластинок» (англ. record album) появилось после того, как несколько грампластинок, помещённые в книгу, напоминающую фотоальбом, стали продаваться как одно издание. Позже «альбомом» стали называть долгоиграющие 33⅓ об/мин 12-дюймовые LP-пластинки, так как на них входило столько музыки, сколько раньше содержал целый альбом. Стандартом популярной музыки стало 12—14 песен в альбоме, первоначально авторские отчисления зависели от числа песен.
Термин «альбом» относится к любой коллекции звуковых записей, таких как бобина, компакт-кассета, минидиск, компакт-диск, SACD, DVD-Audio. В музыкальных онлайн-магазинах, таких как iTunes Store, группа из нескольких записей, выпущенных в одно и то же время, также называется альбомом.

## Классификация музыкальных альбомов

### Классификация по объёму
- Обычным «стандартным» альбомом обычно называют альбом, выпущенный на одной 12-дюймовой («долгоиграющей», «LP» (лонгплей, англ. Long Play) пластинке или же на одном компакт-диске (CD), со временем звучания порядка 30—80 минут[1]. 
 См. также: Гранд (грампластинка) (10 дюймов / 25 см)
- мини-альбом («миньон») или EP (англ. Extended Play) — промежуточный вариант (7 дюймов) между стандартным альбомом и синглом. Обычно на EP больше композиций и времени звучания, чем на синглах, но меньше, чем на полноценном альбоме[2].
- двойной альбом — альбом, выпущенный на двух носителях информации (12-дюймовых пластинках или CD) и со временем звучания приблизительно в 1,5—2 раза большим, чем LP. Многие двойные альбомы, выпущенные на пластинках ещё до эры компакт-дисков, были позже переизданы на одном компакт-диске, так как последний формат допускает большую продолжительность звучания[2].
- тройной альбом — то же, что и двойной альбом, только на трёх носителях информации. Некоторые тройные альбомы, выпущенные на пластинках, переиздавались позже на двух компакт-дисках.
- бокс-сет (англ. box set) — комплект из нескольких носителей. Обычно это комплект из трёх и больше CD в специальной общей коробке или упаковке.

См. также: сингл (синглы обычно не относят к альбомам, так как они зачастую состоят только из одной-двух песен)
С увеличением доступности DVD-дисков на рынке появились двойные альбомы и бокс-сеты, кроме диска (дисков) с аудиоматериалом на различных носителях (CD-DA, SACD, DVD-Audio) содержащие и ДВД-видеодиск с видеопрограммой, чаще всего представляющей или концертную версию альбома, или сборник видеоклипов на композиции, входящие в альбом. Такие издания, как правило, ориентированы на аудиофилов и коллекционеров и выходят небольшим тиражом. Ориентация на аудиофилов, кроме того, нередко подчёркивается и высоким качеством звука на видеодиске, для чего на него записывается звук и в многоканальном формате Dolby Digital 5.1 (с использованием сжатия, но с высоким битрейтом), и в несжатом PCM 2.0.

### Классификация по типам записи и композиций
- Студийный альбом (полноценный или мини) — альбом, записанный в студии звукозаписи[3].
- Концертный альбом («концертник») — альбом с записью концертного выступления. Обычно на нём записано исполнение композиций на сцене «вживую», перед публикой (часто слышны аплодисменты и прочие звуки, издаваемые публикой)[4].
- Сборник — обычно сборник ранее опубликованного материала. На сборнике могут быть композиции как одного, так и нескольких исполнителей. Нередко исполнители выпускают одним альбомом сборник своих лучших вещей или хитов.
- «Программный» альбом (он же «номерной», «основной», «стандартный», «порядковый» и просто «альбом» в более узком значении) — расплывчатое понятие для обозначения обычно тех альбомов одного исполнителя, которые, в отличие от сборников и большинства концертников, содержат только новый ранее неиздававшийся материал. Обычно это — каждый к моменту выпуска очередной свежезаписанный студийный альбом. Однако существует множество гибридных явлений (например, концертный альбом с таким материалом, который никогда не был записан в студии), и это понятие, несмотря на распространённость, является только условным.

### Прочие типы альбомов
- Бутлег — неофициальный альбом. Например, выпущенный подпольно или нелегально сборник или концертная запись. Бутлеги в основном выпускались в США, Германии и большей частью в Италии. Где-то до середины 90-х годов в Европе бутлеги были в свободной продаже, несмотря на то, что они не являлись официальными изданиями, их можно было купить в любом музыкальном магазине. Позднее с расширением Евросоюза подобная практика прекратилась. На данный момент на CD бутлеги выходят очень редко. С другой стороны, многие пиратские записи выкладываются в Интернет, откуда их можно скачать.
- Демо — демонстрационная запись. Обычно это одна из первых записей начинающего музыканта или группы, созданная ещё до выхода первых релизов (то есть официально неизданная) и предназначенная для ознакомления заинтересованных лиц (владельцы и агенты лейблов, организаторы концертов/фестивалей/конкурсов, создатели сборников, потенциальные поклонники, музыкальные критики) с его музыкой и планируемым творческим направлением.
- Дебютный альбом — первый альбом исполнителя (дебют).
- Концептуальный альбом — альбом, все композиции которого объединены одной идеей (концепцией). На концептуальных альбомах, в сравнении с прочими, обычно усматривается некоторый авторский замысел в составе и порядке композиций.
- Магнитоальбом — музыкальный альбом, выпущенный на магнитофонной ленте, аудиокассете[5][6]. Обычно выпуск магнитоальбомов производился неофициально (что отличает их от официальных выпущенных лейблами аудиокассет), и зачастую самими же музыкантами[7].
- Микстейп — особый вид музыкального релиза. Название происходит от английских слов mix и tape (буквально переводится как смикшированная запись, см. микс). Понятие «микстейп» родилось в США, в среде чёрных рэперов, поэтому микстейпы наиболее распространены в хип-хоп-сообществе. Чаще всего микстейпы представляют собой смикшированные сборники отдельных треков разных артистов, хотя бывают и тематические (например микстейп из треков конкретного артиста или все артисты читают на биты определенного битмейкера).
- Промо — специальный выпуск (как правило, сравнительно небольшим тиражом) музыкального альбома или другого релиза, для бесплатного распространения с целью промоушена. Не предназначен для продажи или широкого распространения, в отличие от основного выпуска. Промокопии могут, например, рассылаться теле- и радиостанциям для трансляции новых песен или клипов в их эфире, а также музыкальным журналистам, чтобы те написали рецензии в преддверии официальной даты релиза.
- Саундтрек (англ. soundtrack, дословно: звуковая дорожка) — альбом с музыкой из одного, реже — нескольких, фильмов, компьютерных игр. Может быть как сборником нескольких исполнителей, так и альбомом одного.
- Совместный альбом — альбом, записанный совместно исполнителями, обычно уже имеющих самостоятельную музыкальную карьеру. Характеризуется, как правило, только тем, что в качестве исполнителя указан не один человек или одна группа (или даже специальное название совместного проекта), а несколько (пример: The Basement Tapes — совместный альбом Боба Дилана и группы The Band, альбомы Михаила Шуфутинского «Ты у меня единственная» с Сюзанной Теппер и «Пополам» с Ириной Аллегровой, мини-альбом Людмилы Сенчиной и Игоря Талькова «Любовь и разлука», альбом «Южный крест» групп «Каскад» и «Контингент»)
- Сольный альбом (он же «сольник») — альбом, выпущенный под именем одного музыканта. Иногда этот музыкант был ранее известен в составе группы, и выпуск «сольников» может расцениваться как сольная карьера (отдельно от работ группы и совместных проектов) и как реализация индивидуальных творческих порывов. Такие альбомы отличает от прочих релизов только то, что в качестве исполнителя указан один человек, а не несколько или название группы. Но это не всегда означает, что альбом был целиком записан одним человеком. В записи сольного альбома одного музыканта могло участвовать множество прочих. Например, на двух сольниках Сида Баррета записывались и все его коллеги по группе Pink Floyd и прочие музыканты, но альбомы были выпущены под именем одного Баррета. Альбом «…Счастья в личной жизни!» Аллы Пугачевой также выпущен под её именем, хотя в его записи принимали участие Игорь Николаев и Владимир Кузьмин.
- Сплит (англ. split, дословно: расщепление) — альбом, на котором каждому из двух (реже — больше) исполнителей предоставлены по нескольку композиций, или примерно равное время звучания. В эпоху грампластинок каждой группе отводилась одна сторона пластинки.
- Трибьют-альбом (англ. tribute, дословно: дань, коллективный дар) — альбом-сборник с кавер-версиями песен одного исполнителя, исполненных другими. Обычно это делается как дань уважения и в знак почитания творчества одного исполнителя[8].